# 帕拉迪奧巴西利卡
帕拉迪奧巴西利卡（義大利語：Basilica Palladiana）是位於義大利東北部城市維琴察的一座公共建筑，位于领主广场，修建於文藝復興時期，由文艺复兴时期著名的意大利建筑师安德烈亚·帕拉第奥设计。這座建筑最具特色的部分是其迴廊
，是展示帕拉底歐拱造型的首批实例之一。帕拉迪奥在建筑方面的工作在文艺复兴晚期产生了重大的影响。

## 历史
本建筑最初建于15世纪，被称为拉吉奥宫（Palazzo della Ragione），由多梅尼科·达·威尼斯（Domenico da Venezia）设计，包括两座早先存在的公共宫殿。这座建筑为哥特式风格，是政府所在地，一楼还设有许多商店。早在1172年人们就知道{{convert | 82 | m | adj=on}高的钟塔就在这个建筑之前；然而，这一次它的高度增加了，它的顶部于1444年完工。这座15世纪的建筑有一个上下颠倒的盖子，部分由巨大的archivolt支撑，灵感来自于1306年为Padua的Palazzo della Ragione，建造的一座。哥特式立面采用红色和维罗纳的“gialletto”大理石，在帕拉第奥建筑的后面仍然可见。
托马索·福门顿（Tommaso Formenton）于1481年至1494年在宫殿周围修建了一个双柱式立柱。然而，在建成两年后，西南角坍塌了。在随后的几十年里，维森蒂政府请来了安东尼奥·里佐、Giorgio Spavento、安东尼奥·斯卡帕尼诺、Jacopo Sansovino、Sebastiano Serlio、Michele Sanmicheli和Giulio Romano等建筑师提出重建计划。1546年，百人委员会选择了一位40岁的当地建筑师安卓·帕拉底歐，从1549年4月开始重建这座建筑。帕拉迪奥增加了一个新的大理石古典形式的外壳，一个凉廊和一个门廊，现在掩盖了原来的哥特式建筑。他还将这座建筑命名为“巴西利卡”，以古罗马的民用建筑命名。
帕拉迪奧巴西利卡是一项耗资巨大的工程（完工后约花费了60000个杜卡特金币，需要很长时间才能完工）。帕拉迪奥一生中的大部分时间每月都能获得5个杜卡特金币的收入。1614年，在他去世三十年后，这座建筑竣工，德勒埃尔贝广场的主立面也完成了装修。

## 建筑外观
从1546年帕拉迪奥的最初提案到最终施工的图纸都被完好保留了下来。他的解决方案还包括对现有结构进行调整的必要措施，基于塞利奥窗：这是一种重复结构，其中圆拱两侧有矩形开口；后者的尺寸不同，以匹配内部隔间的可变尺寸。在有棱角的拱廊中，额枋的开口变得非常狭窄。之前，雅格布·桑索维诺（Jacopo Sansovino）在威尼斯的马西亚纳图书馆（1537年）以及朱利奥·罗马诺于1540年重建的波里罗尼修道院中就已经使用了塞利奥窗（serliana）。
下层的凉廊是多立克柱式；相关的楣板有一条雕带，交替使用墙面（用盘子和牛頭骨装饰）和三角窗。相比之下，上层凉廊采用爱奥尼柱式，带有连续的雕带楣板。
女儿墙有乔瓦尼·巴蒂斯塔·阿尔巴尼斯、格拉齐奥利和洛伦佐·鲁比尼的雕像。钟塔在E大调的和弦上有五个铃铛。

## 保护
自1994年以来，帕拉迪奧巴西利卡与维琴察及其周围的其他帕拉迪奥建筑一起，一直是联合国教科文组织世界遗产维琴察市和维尼托帕拉迪亚别墅的一部分。目前，该建筑经常在其用于公民活动的大厅中举办展览。

## 重建
2007年，帕拉迪奧巴西利卡進行了大規模修復工程 。在2014年，修復工程獲得了歐盟文化遺產獎

## 画廊

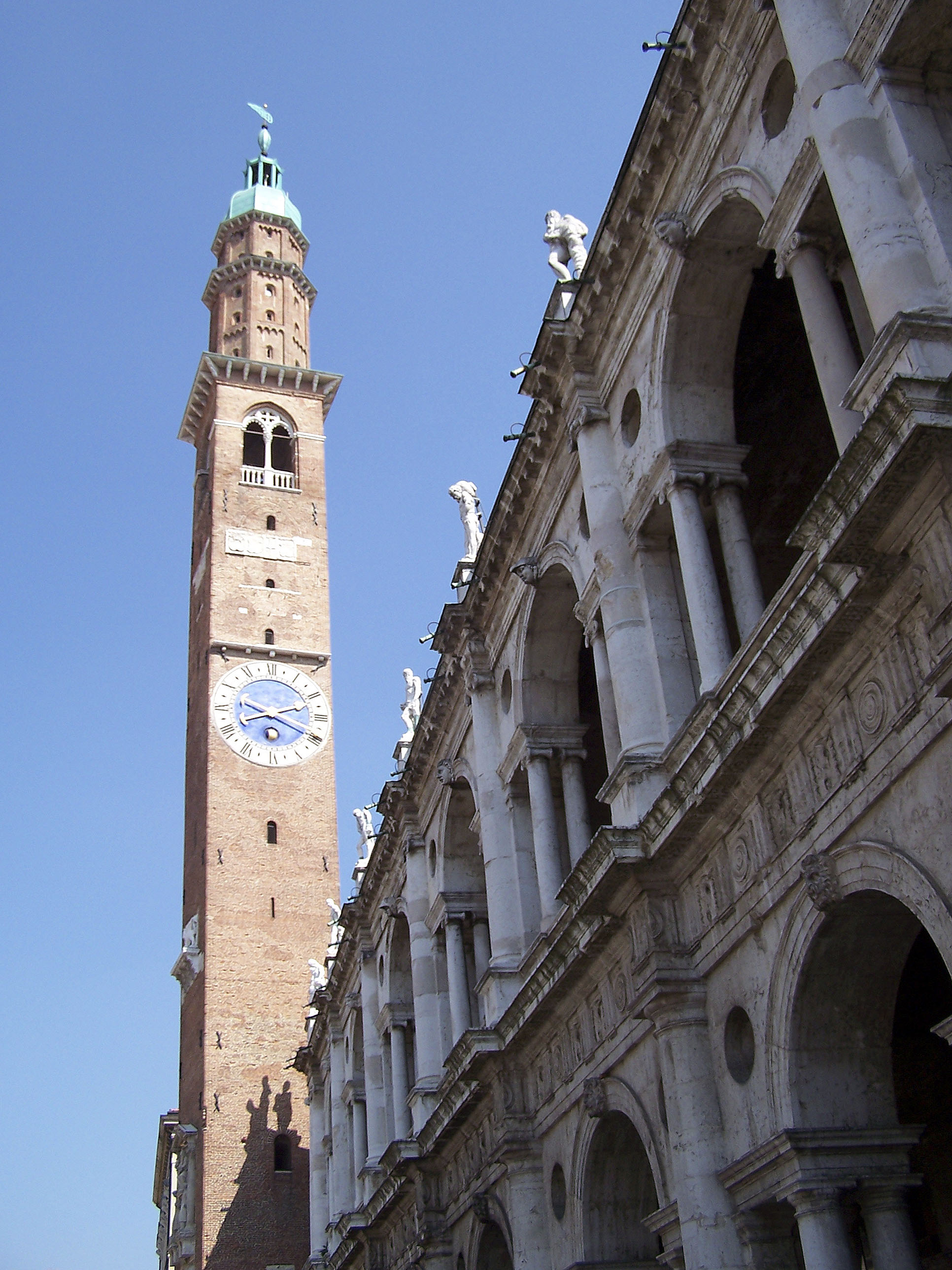
Clocktower (Torre Bissara) and loggia of the Basilica Palladiana
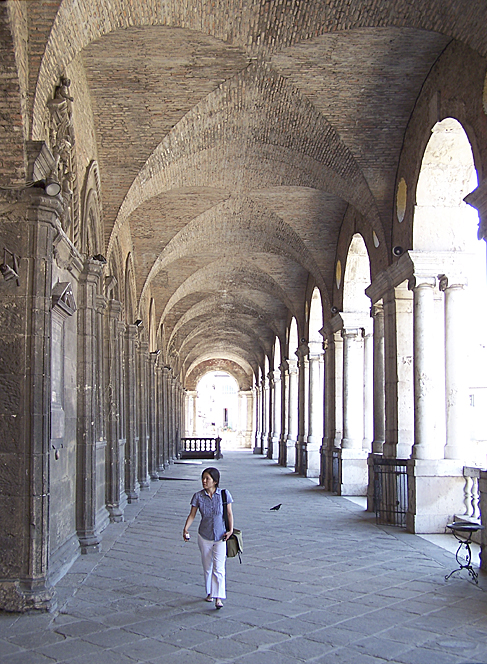
Upper level loggia
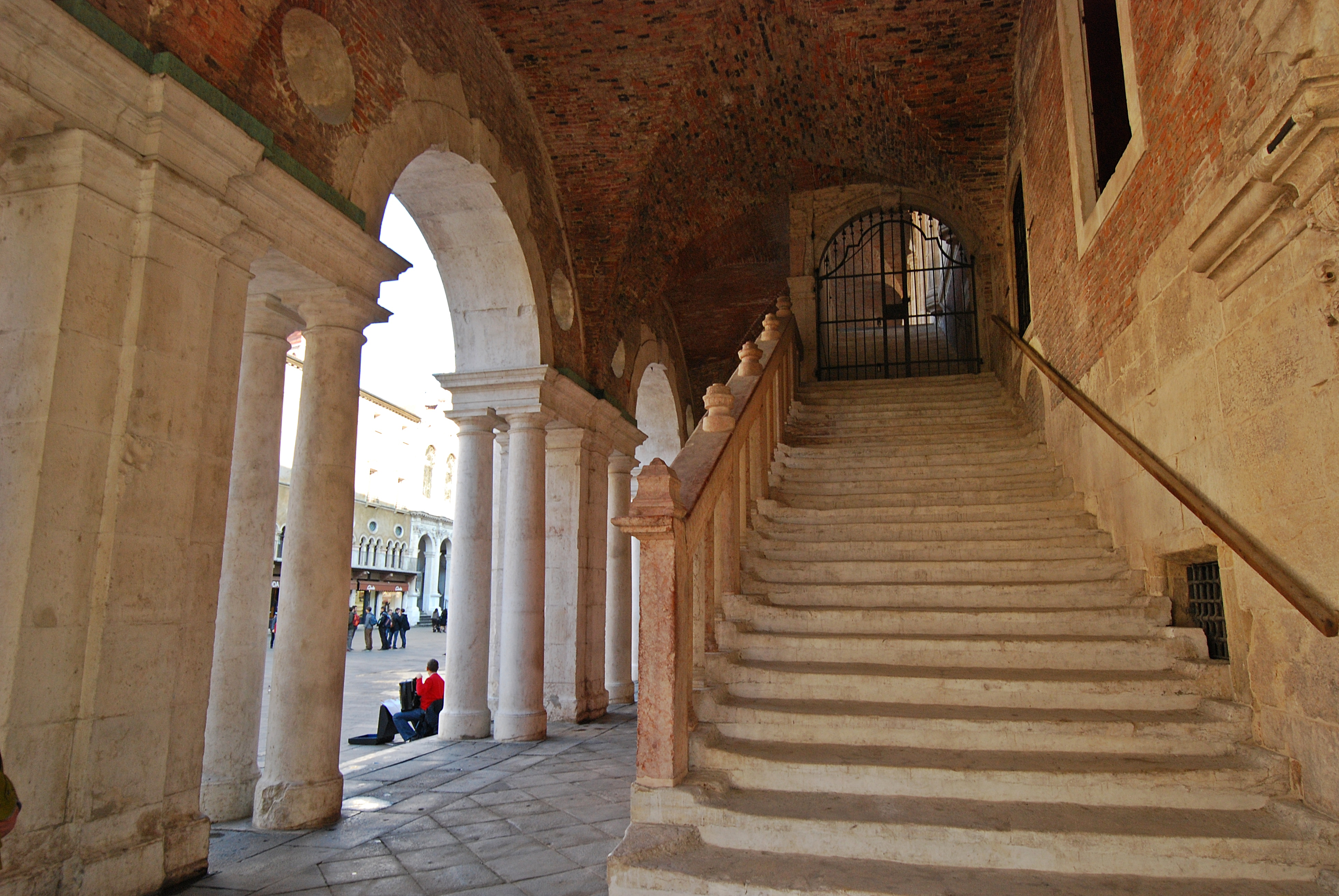
Ground floor
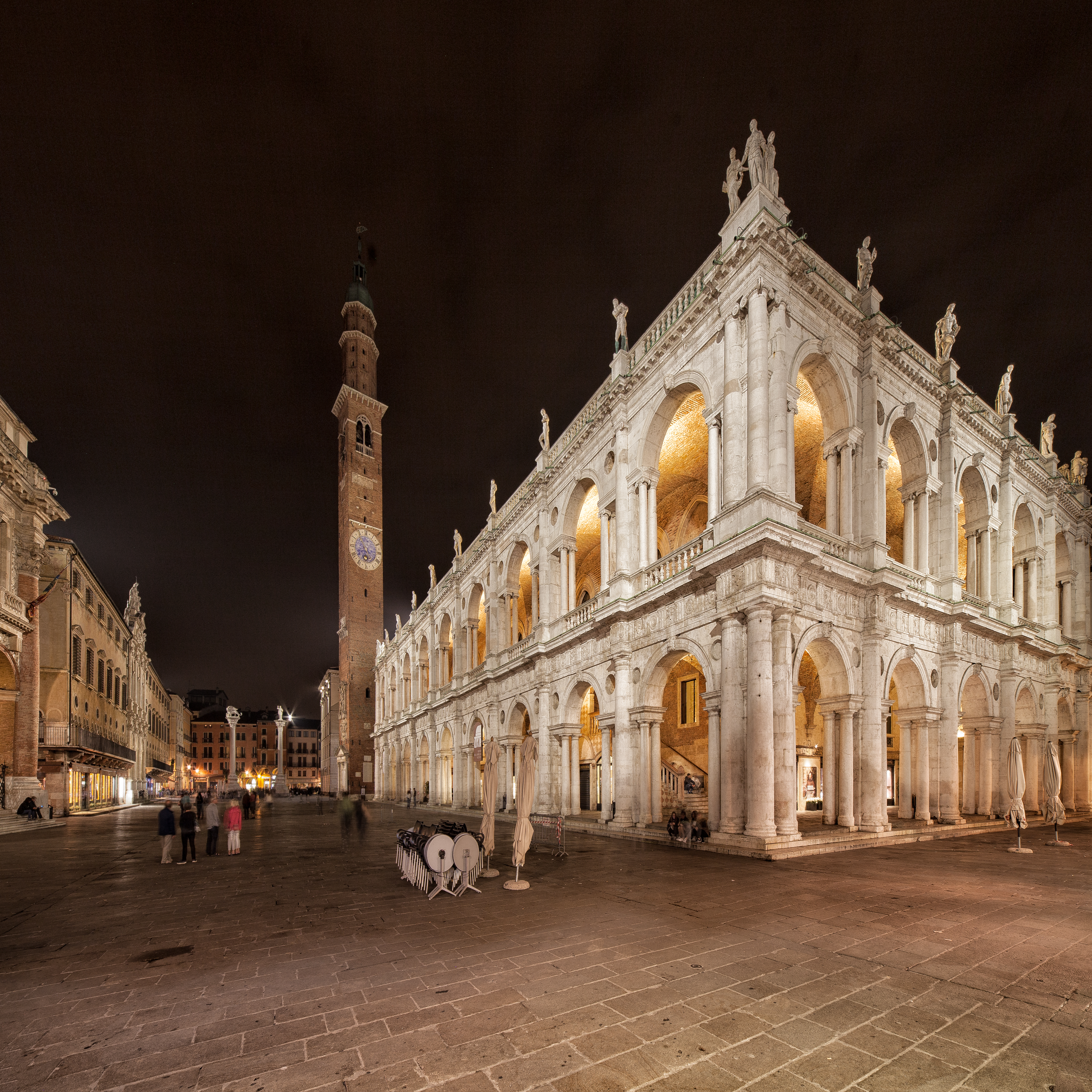
A night view of the Basilica Palladiana
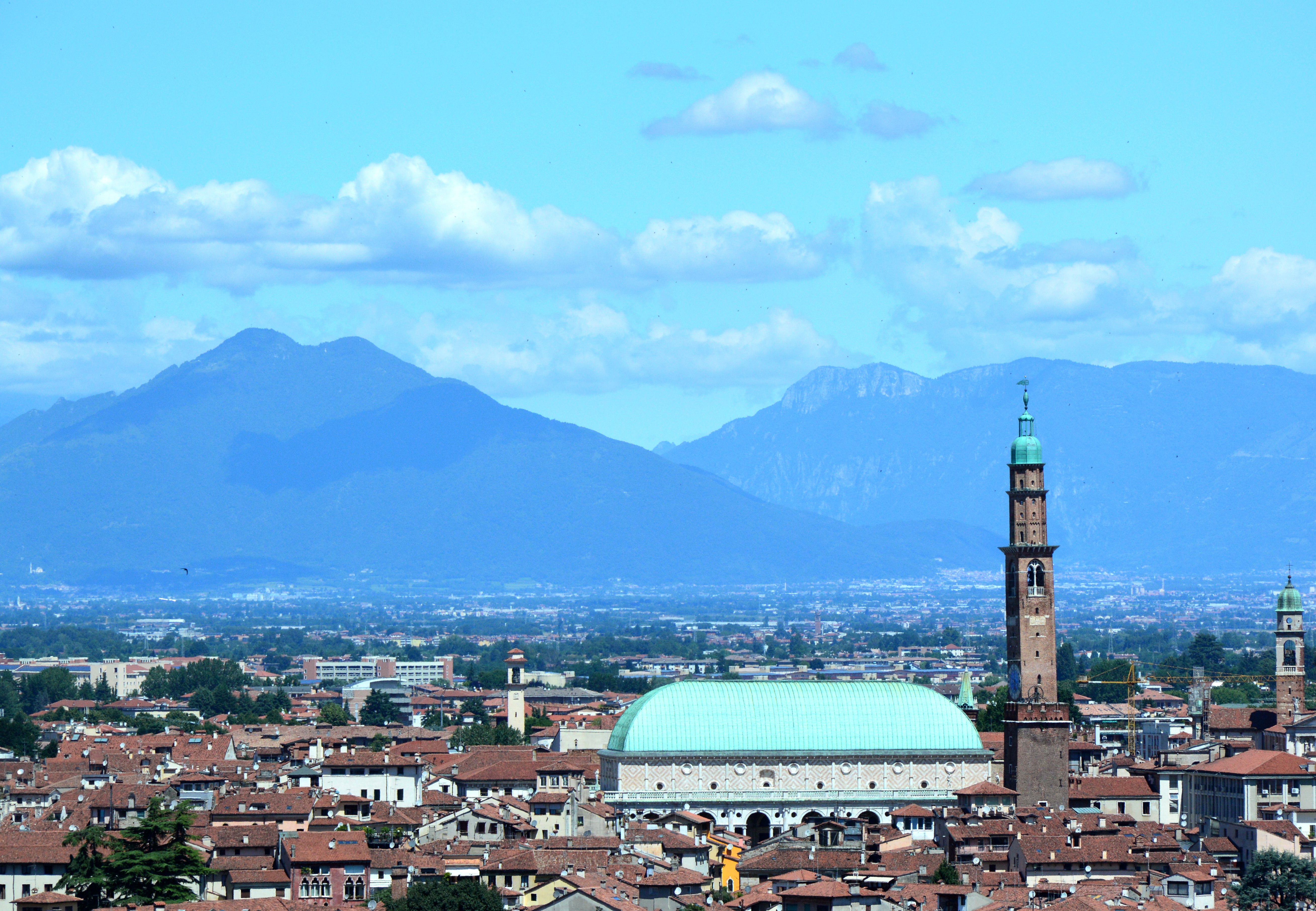
Basilica Palladiana, view from Monte Berico
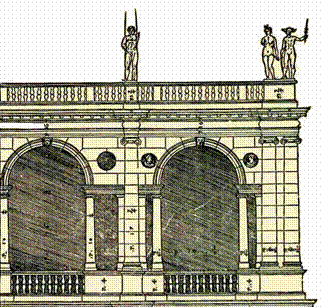
Detail of the upper loggia with two serliana (drawn from I quattro libri dell'architettura)